# Bouka
Bouka é um filme da  Costa do Marfim de 1988 dirigido por Roger Gnoan M'Bala.

## Elenco
- Akissi Delta
- Félix Gazekagnon
- Drissa Kone

## Sinopse
Bouka é um jovem dotado. Vive com os seus pais numa aldeia onde a sua família é bastante unida. O seu pai deu-lhe uma educação tradicional muito ligada à natureza. Mas infelizmente essa felicidade é abruptamente interrompida com a morte do pai.
Estando viúva, a mãe de Bouka sofre as consequências de um costume tradicional: tem de se casar com o sobrinho do seu falecido marido. Bouka não aceita a condição da sua mãe pois suspeita que o seu padrasto esteve envolvido na morte do seu pai. Bouka deixa de ir à escola e organiza um gang na floresta. Nesta atormentada atmosfera, ele desenvolve um ódio de morte em relação ao seu novo "pai". Drama inspirado no livro "Jeux dangereux", de Timité Bassori.
Segundo M'Bissine Diop, com Bouka Roger Gnoan M'Bala começa a debruçar-se sobre a influência cultural do Ocidente sobre a cultura local .

## Prémios
- Primeiro Prémio do Vues d’Afrique, Canadá (1989)
- Grande Prémio do Festival de Belfort, França (1989)
- Prémio Sankofa dos editores do FESPACO - Festival Panafricano de Ouagadougou, Burkina Faso (1989)
- Prémio ID des Arts et Lettres, Costa do Marfim (1989)
- Prémio do Público do Festival d’Angers, França (1989)